# Добри Бумбалов
Добри Москов Бумбалов е български революционер, неврокопски войвода на Вътрешната македонска революционна организация, деец на Македонската патриотична организация, дългогодишен сътрудник на Иван Михайлов.

## Биография
Роден е на 8 септември 1900 година в Лясковец, България. Завършва гимназия в родния си град и развива интерес към идеологията на анархизма, но постепенно се насочва към македонското освободително движение. Работи като учител в Неврокопско и влиза в редиците на ВМРО. Оглавява самостоятелна чета, която действа в района на Сатовча.
След Деветнадесетомайския преврат в 1934 година е арестуван за кратко и след това напуска Пиринския край. В годините на Втората световна война в окупираната от германски и италиански войски част на Егейска Македония Бумбалов участва във формирането на доброволчески отряди под немско командване във Воденско и Костурско заедно с Атанас Пашков, Иван Мотикаров, Иван Илчев и Георги Димчев, но след изтеглянето на германските войски, Бумбалов също напуска района и се изтегля в Австрия, а след няколко години в нелегалност се мести в Детройт.
Поради липса на професионален опит Бубалов трудно си намира работа и с помощта на МПО започва работа в гараж, където остава до пенсионирането си. Бумбалов редовно изпраща на бившия лидер на ВМРО Иван Михайлов информации относно мнението на македонската емиграция за него и линията му на управление. Бумбалов умира на 91 години през януари 1991 година. Архивът му попада у Иван Гаджев.
Иван Михайлов пише за Бумбалов:
| „ | ...учитель, сетне бивалъ и нелегаленъ; краенъ идеалистъ, смѣлъ и беззаветно преданъ на освободителната кауза, въ полза на която не е отстѫпвалъ предъ никакъвъ рискъ и трудъ — човѣкъ съ широко сърдце, но и съ проницателно око. Живъ примеръ бѣ и той, за да си спомняме за оня легионъ доброволци отъ България, които презъ турския режимъ извършиха толкова блѣстящи дѣла и оставиха коститѣ си въ Македония. Заслужава да подчертая и достойното му държание предъ сѫдебнитѣ власти въ България следъ сърбофилския превратъ въ 1934 година. | “ |